# Black Canary
Pour le personnage de la série télévisée Smallville, voir Dinah Lance (Smallville).
Black Canary est une super-héroïne appartenant à l'univers de DC Comics. Créé par le scénariste Robert Kanigher et le dessinateur Carmine Infantino, le personnage de fiction apparaît pour la première fois dans le comic book Flash Comics #86 en août 1947.

## Dinah Drake Lance
Dinah Drake est la première Black Canary, elle était mariée à Larry Lance, ils ont une fille Dinah Laurel Lance. Dinah Drake faisait partie d'un gang de criminels avant de s'associer avec le super héros Johnny Thunder. Dans la vie elle était fleuriste ; plus tard, elle tombe amoureuse du policier de Gotham City Larry Lance. Elle est vêtue d'une veste en cuir noir, d'un collant, d'un justaucorps noir, de bottes longues et de gants. À chaque fois qu'elle est capturée, le méchant lui met un bâillon pour l'empêcher de crier ou de parler afin qu'elle ne puisse utiliser son pouvoir (un cri destructeur). Elle est également fréquemment ligotée pour éviter qu'elle ne s'échappe. Elle a même déjà été enfermée dans un sac.

## Dinah Laurel Lance
Dinah Laurel Lance a vécu dans l’ombre des exploits de sa défunte mère. Dinah s’est exercée et est devenue une athlète et combattante exceptionnelle. Soutenue par un mutagène, elle a acquis la capacité de projeter des cris surpuissants. Elle a cependant perdu ce pouvoir lorsque, capturée par des trafiquants, elle a été torturée : ses cordes vocales ont été mutilées. Elle a dû se reposer sur ses seuls talents en arts martiaux jusqu'à ce qu'une rencontre avec Ra's al Ghul ne lui rende ses facultés surhumaines.
Dinah est habile en judo et en boxe, arts martiaux qu’elle a appris quand elle était la seconde de Wildcat. Pendant le temps où elle appartenait à la Ligue en tant que Black Canary, elle a entamé une liaison romantique avec Green Arrow, avec lequel elle a rompu lorsqu'elle a découvert ses infidélités. Depuis la résurrection de Green Arrow, le couple s'est reformé. Cette union a récemment abouti au mariage des deux héros.
Dinah est membre de la Ligue de justice d'Amérique et de Birds of Prey.

## Pouvoirs et capacités
Black Canary était à l'origine une combattante du crime sans super-pouvoirs, experte en arts martiaux et dotée de talents de détective. Plus tard, le personnage a été doté d'un cri extrêmement puissant, le « cri du Canari », capable de détruire des objets ou neutraliser ses adversaires. Son point faible est le bâillon, car quand elle est bâillonnée elle ne peut crier.

## Apparitions dans les autres médias

### Cinéma
- Birds of Prey (et la fantabuleuse histoire de Harley Quinn) (Cathy Yan, 2020), avec Jurnee Smollett-Bell

### Vidéo
- Justice League: Crisis on Two Earths (Lauren Montgomery, 2010) avec Kari Wuhrer (VF : Barbara Beretta)
- Scooby-Doo et Batman : L'Alliance des héros (Jake Castorena, 2018) avec Grey DeLisle (VF : Barbara Beretta)
- Justice Society: World War II: (Jeff Wamester,2021) avec Elysia Rotaru (VF) Barbara Beretta

### Séries animées
- La Ligue des justiciers (Justice League puis Justice League Unlimited, 91 épisodes, Paul Dini, Bruce Timm, 2001-2006), voix de Morena Baccarin (VF : Dominique Westberg).
- La Ligue des Justiciers : Nouvelle Génération (Young Justice, Greg Weisman, Brandon Vietti, 2010-) voix de Vanessa Marshall (VF : Barbara Beretta)
- Batman : L'Alliance des héros, voix de Grey DeLisle (VF : Barbara Beretta)

### Séries télévisées
- Les Anges de la nuit (Birds of Prey) Rachel Skarsten (VF : Karine Foviau) et Lori Loughlin (VF : Laurence Crouzet) dans le rôle de Black Canary.
- Dans la série télévisée Smallville, Black Canary est interprétée par Alaina Huffman (VF : Laura Préjean). Dans la série, Dinah Lance travaille au Daily Planet et est chargée par Lex de l'aider à contrer Oliver Queen. Cependant, plus tard, lorsqu'elle demande s'il est vraiment terroriste, Lex lui tire dessus mais elle est sauvée par Clark. Elle rejoint alors Oliver dans sa ligue de justiciers. Lors de la disparition de Clark à la suite de la destruction de sa forteresse de solitude, Dinah et Arthur Curry sont partis à sa recherche mais ont été capturés par LuthorCorp. Après avoir été sauvés par Clark et Oliver, ils décident de dissoudre la ligue pour que Tess ne les retrouve pas. Elle aidera plus tard Clark a combattre Doomsday, puis Zod, ainsi que, dans la saison 10, Darkseid.

Au sein de l'Arrowverse
Dans la série télévisée Arrow, plusieurs héroïnes se partagent le titre de Black Canary : 
- Sara Lance/Canary/White Canary : Caity Lotz (VF : Anne-Charlotte Piau) (saisons 1 à 8).
- Dinah Laurel Lance/Black Canary : Katie Cassidy (VF : Anne Tilloy) (saisons 1 à 4).
- Dinah Drake/Black Canary II : Juliana Harkavy (VF : Anne O'Dolan) (saison 5 à 8).
- Dinah Laurel Lance/Black Siren/Black Canary (Terre 2) : Katie Cassidy (VF : Anne Tilloy) (saisons 5 à 8).
- Dans la première saison, il est révélé que Laurel était auparavant en couple avec Oliver Queen mais que leur relation a cessé quand le bateau de ce dernier a coulé et qu'il a été présumé mort. Elle apprend aussi qu'Oliver couchait secrètement avec sa sœur Sara qui a donc également péri dans le naufrage. Cinq ans plus tard, Laurel travaille dans le milieu judiciaire, au bureau d'aide juridique du quartier pauvre des Glades. Entamant une relation avec Tommy Merlyn, elle ne sera guère réjouie du retour d'Oliver qu'elle considère comme responsable de la mort de sa sœur. Cependant, leur relation s'améliore au fil du temps.
- Dans la deuxième saison, Laurel travaille désormais au bureau du procureur et est encore sous le choc de la mort de Tommy dont elle se pense responsable. Tombant progressivement dans la dépression, elle se met à boire et à prendre beaucoup d'anti-dépresseurs. Elle et son père découvriront ensuite que Sara a survécu au naufrage et qu'elle a été recueillie par la Ligue des Assassins. Cette nouvelle ne semble cependant pas réjouir la jeune femme qui accuse sa sœur d'être responsable de tous les malheurs de la famille depuis sa disparation. Prenant par la suite conscience de son état, elle se réconcilie avec Sara et intègre les Alcooliques Anonymes afin de se soigner.
- Dans la troisième saison, Laurel est témoin du meurtre de sa sœur Sara, bien qu'elle n'ait pu identifier l'assassin. Jurant de venger sa sœur, elle s'inscrit à une salle de gym où elle suit un entrainement intensif avec Ted Grant alias Wildcat. Voulant prendre la relève de sa défunte sœur, elle devient une justicière connue sous le nom de Black Canary. Elle intègre ensuite l’équipe Arrow aux côtés de Green Arrow et Arsenal, mais ses coéquipiers rechignent dans un premier temps à l'accepter parmi eux, étant donné son inexpérience au combat.
- Dans la quatrième saison, alors qu'Oliver a quitté Starling City avec Felicity, Laurel vient le convaincre de revenir pour défendre la ville, qui subit les assauts répétés des Fantômes, des soldats insaisissables au service d'une organisation nommée HIVE. Plus tard, lorsqu'elle apprend l'existence du Puits de Lazare, elle décide d'y plonger sa sœur Sara afin de la faire ressusciter. Néanmoins, celle-ci revient à la vie sans son âme et Laurel devra faire appel à John Constantine pour l'aider à la récupérer. Elle est également procureur lors du procès de Damien Darhk, le leader d’HIVE. Néanmoins, lorsque celui-ci s'évade de prison, il la transperce d'une flèche. Elle meurt quelques heures plus tard à l'hôpital.
- Dans la cinquième saison, Laurel Lance étant morte, une statue en or est érigée en son honneur. Oliver et son équipe partent dès lors à la recherche d'une potentielle remplaçante à Laurel pour incarner la justicière. Ils entendent parler d'une méta-humaine nommée Dinah Drake qui sévit à Central City, la ville où vit Barry Allen, lors de l'épisode 11[1]. Celle-ci possède un cri surpuissant, qu'elle peut mieux diriger que Laurel. Elle rejoint ensuite l'équipe d'Arrow et endosse le costume de Black Canary.
- Dans la sixième saison, Dinah, Curtis et René quittent l'équipe d'Oliver et travaillent à part, excédés par son excès d'autorité. Ils se réconcilient toutefois en fin de saison.
- Dans la septième saison, Dinah a été promu capitaine de police et doit par conséquent réduire ses activités de justicière. De son côté Laurel est devenu procureur et tente de faire le bien. Au moment où elle décide de réparer ses torts sur Terre-2, Felicity lui remet le costume de Black Canary. En 2040, Dinah a fondé le groupe "Canaries" pour aider les femmes dans le besoin. Laurel fait partie de ce groupe avec le costume de Black Canary remis en 2019.

- Katie Cassidy reprend son rôle dans Flash (2014), série dérivée.
  - Dans la saison 1, Laurel profite du fait que Cisco Ramon soit à Starling City pour lui demander d'améliorer l'émetteur sonique utilisée précédemment par sa sœur. Cisco lui construit alors un collier émettant des cris soniques.
  - Dans la saison 2, la Team Flash est confrontée à une Laurel Lance venue d'une Terre parallèle : Terre-2. Sur celle-ci, Laurel est une criminelle nommée Black Siren et les ondes soniques qu'elle émet lui vienne d'un super-pouvoir et non d'un accessoire.
  - Dans la saison 4, la team Flash est confrontée à Laurel Lance de Terre X, qui veut venger la mort de Black Arrow/Oliver Queen de Terre X. Ils font appel au Captain Cold de Terre X pour les aider à transporter Fallout, un méta-humain hautement radioactif vers un site sécurisé de l'A.R.G.U.S.
- Katie Cassidy reprend aussi son rôle dans deux épisodes de DC : Legends of Tomorow.

- Pour sa part, Caity Lotz reprend aussi son rôle dans les séries DC : Legends of Tomorow en principale, Flash, Supergirl et Batwoman en invitée.
- Enfin, Juliana Harkavy reprend également son rôle dans les séries DC : Legends of Tomorow et Flash en invitée.

### Jeux vidéo
- Justice League Heroes, voix de Jennifer Hale.
- DC Universe Online
- Lego Batman 2: DC Super Heroes , voix de Kari Wahlgren
- Lego Batman 3 : Au-delà de Gotham, voix de Kari Wahlgren
- Injustice 2, voix de Vanessa Marshall